# Arrondissement Ussel
Ussel is een arrondissement van het Franse departement Corrèze in de regio Nouvelle-Aquitaine. De onderprefectuur is Ussel.

## Kantons
Het arrondissement was tot 2014 samengesteld uit de volgende kantons:
- Kanton Bort-les-Orgues
- Kanton Bugeat
- Kanton Eygurande
- Kanton Meymac
- Kanton Neuvic
- Kanton Sornac
- Kanton Ussel-Est
- Kanton Ussel-Ouest

Na de herindeling van de kantons bij decreet van 24 februari 2014, met uitwerking op 22 maart 2015, zijn dat:
- Kanton Haute-Dordogne   ( deel 25/27 )
- Kanton Plateau de Millevaches
- Kanton Ussel